# Rio Dniepre
Rio Danápris em Quieve
O rio Dniepre (em russo: Dnepr; em bielorruso: Dnyapro; em ucraniano: Dnipro) é um rio com cerca de 2 201 km de extensão que corre ao longo da Rússia em direção à Bielorrússia e a partir daí para a Ucrânia, país que atravessa de norte a sul. É o quarto maior da Europa, atrás dos rios Volga, Danúbio e Ural, e é o  47º mais longo do mundo.
O Dnipro "é para os ucranianos o mesmo tipo de símbolo nacional que o rio Volga é para os russos", diz a Enciclopédia Britânica. Neste país banha importantes cidades, como a capital Kiev e mais a sul a cidade homônima de Dinipro.

## Etimologia
O rio é também chamado de Dnieper, Dnipro, Nipro ou Danápris (escrita em russo e bielorrusso: Днепр; escrita em ucranianoi: Дніпро).

## História
O Danápris é mencionado pela primeira vez nos registros históricos na Grécia Antiga por Heródoto, no século V a.C. sob o nome de Borístenes. Os historiadores da Roma Antiga chamavam-lhe Danaper e o seu nome em antigo eslavo oriental era Slavutich. Segundo a Enciclopédia Britânica, "foi retratado pela primeira vez em um mapa desenhado por Ptolomeu no século II d.C."

### Ucrânia do Dniepre

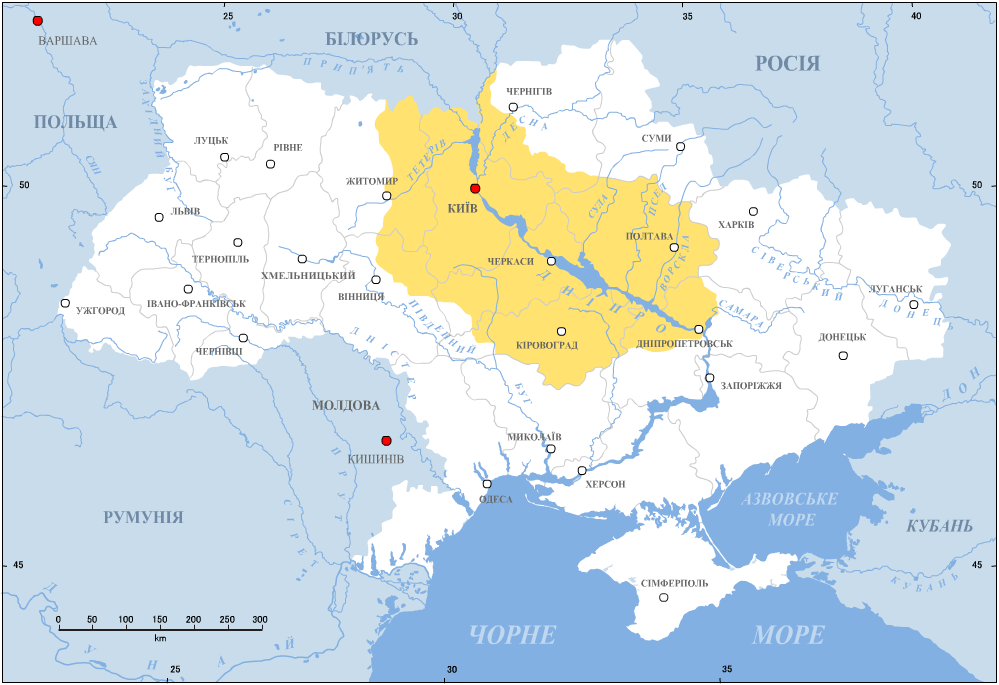
A região marcada em amarelo no mapa

O termo refere-se ao território em ambos os lados do médio curso do rio e  apareceu pela primeira vez por volta de 1772 ou 1773 logo após a divisão da Polônia, quando a Ucrânia, como o ex-território República das Duas Nações, foi dividida entre o Império Russo e o Império Austríaco.

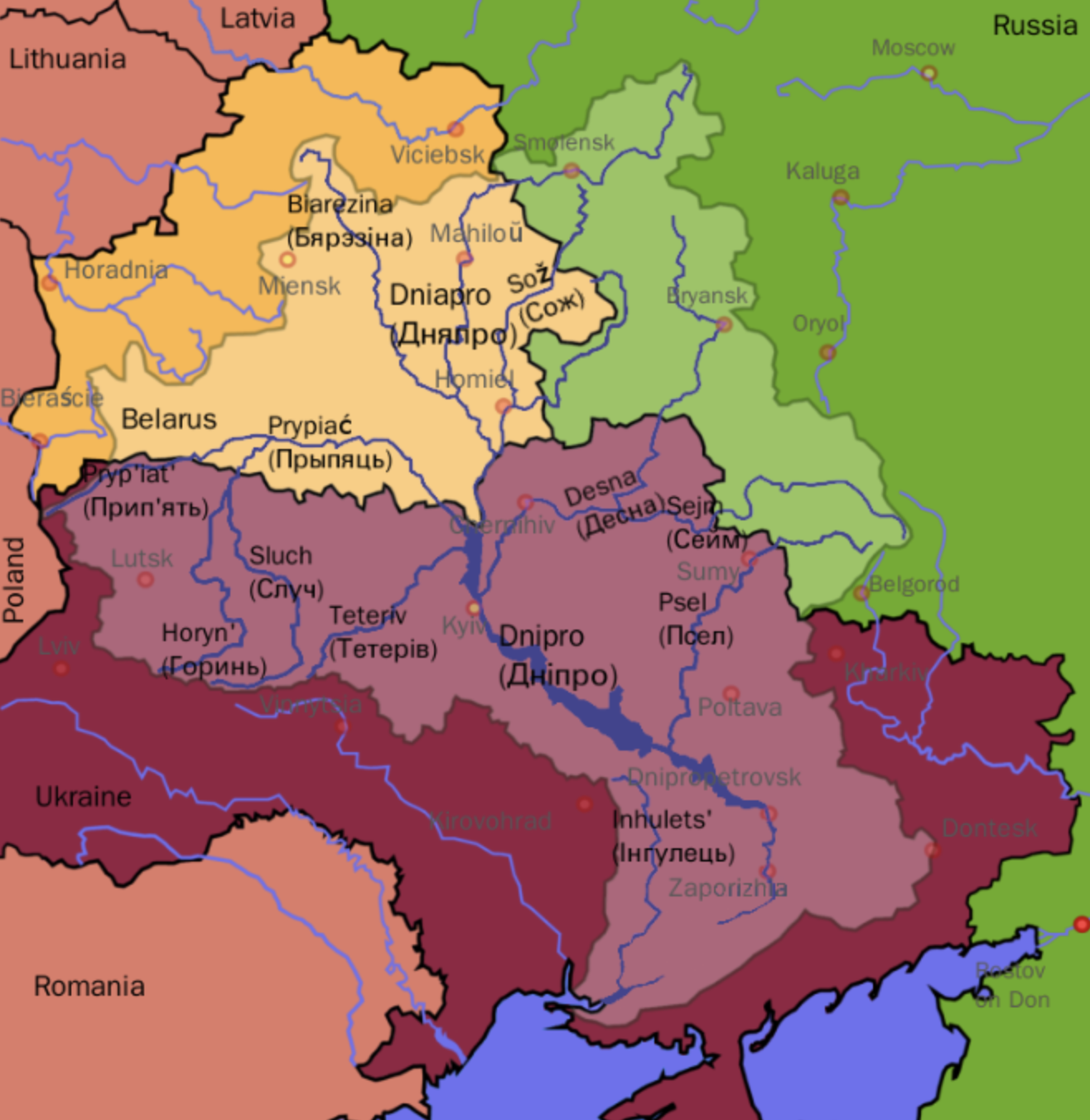
O rio Dniepre corta a Bielorrússia e a Ucrânia praticamente ao meio

## Fisiografia
O Dnipro nasce no sul das montanhas de Valdai (norte da Rússia) e corre para sul, desaguando no mar Negro. A sua parte inicial está situada em áreas mais montanhosas de solo calcário na Rússia e Bielorrússia, onde seu curso é bastante caudaloso, enquanto sua parte média fica principalmente na Planície do Dniepre. Na porção final, a partir de Zaporíjia, onde é menos caudaloso e onde a temperatura anual média é de 10ºC, é usado para irrigação numa vasta área de agricultura no sul ucraniano.
"O Dnieper é tradicionalmente dividido em três partes: o alto Dnieper até Kiev, o médio Dnieper de Kiev a Zaporizhzhya e o baixo Dnieper de Zaporizhzhya até a foz", explica a enciclopédia Britânica.
O rio, que em algumas regiões da Bielorrússia chega a ter mais de 1.000 metros de largura, serve de fronteira natural entre a Bielorrússia e a Ucrânia por ao longo de 115 quilômetros. 
"Em condições naturais, o Dnieper apresentava vazões elevadas durante a primavera e o outono e baixas durante o verão e o inverno." (...) "O degelo da primavera na bacia superior do rio fornece a maior parte da vazão anual. Cerca de 60% do escoamento anual ocorre de março a maio", explica a enciclopédia Britânica.

### Planície do Dniepre

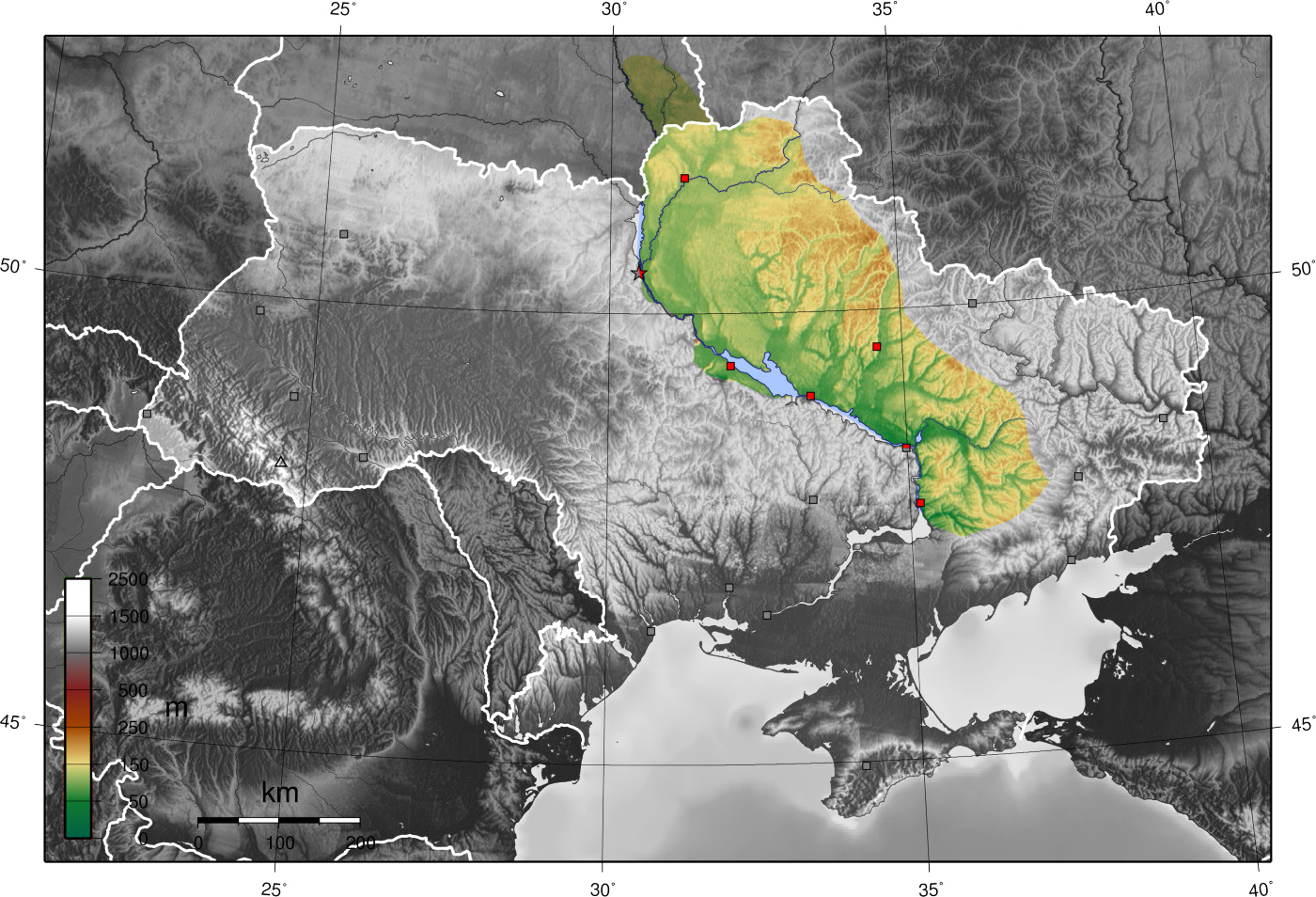
A Planície do Dniepre (em verde no mapa)

A Planície do Dniepre é delimitada a oeste pelo planalto do Dniepre e a leste pelo planalto central da Rússia. Suas terras ficam em meio às florestas das estepes e oferecem poucos nutrientes e por isto são menos usadas para a agricultura do que a parte sul do rio.

### Afluentes
Entre os principais afluentes do Dnipro estão os rios Byarezina, Sozh, Pripet, Teteriv, Desna, Ros, Sula, Psel, Vorskla, Samara e mais a sul o Inhulets.

### Fauna e flora
Sua parte inicial é rica em plâncton, enquanto sua parte final é o lar de cerca de 60 espécies de peixes, incluindo lúcios, alburnos, peixes-dourados, carpas, bagres, percas, entre outros. Na primavera, é também o habitat  de peixes migratórios como o esturjão, o arenque e outros.

## Importância econômica
É usado como rota de navegação desde os séculos IV e VI d.C. como uma "rota dos varegues aos gregos", ligando o Mar Negro ao Mar Báltico e ligando os eslavos aos povos mediterrâneos e bálticos, explica a Enciclopédia Britânica, ainda adicionando que sua bacia "é povoada desde a antiguidade [e foi] de importância central na história dos povos da Europa Oriental, particularmente na fundação do antigo Estado de Kiev".
Atualmente, os principais produtos escoados através do rio são carvão, minério, materiais de construção minerais, madeira e grãos.
Na parte final, depois da região da "Ucrânia do Dniepre", o rio adquire importância econômica maior já que as margens são bastante agriculturáveis, permitindo a construção de canais de irrigação.

### Portos
Ao longo de seu curso, por décadas e décadas, diversos portos foram construídos, sendo os principais os de Smolensk, na Rússia; Orsha, Mahilyow, Rechytsa, Loyew, na Bielorrússia; e Kiev, Cherkasy, Kremenchuk, Dnipropetrovsk, Zaporizhzhya, Nikopol, Kakhovka e Kherson, na Ucrânia.

### Usinas hidrelétricas
"Em 1932, em conformidade com o plano de eletrificação da União Soviética, foi concluída a primeira usina hidrelétrica do rio em Zaporizhzhya, na região das corredeiras. Foi a maior usina hidrelétrica da Europa até a construção das enormes usinas hidrelétricas no Volga na década de 1950", explica a Enciclopédia Britânica. Mais tarde, na região da Ucrânia do Dniepre foram construídas as usinas de Kiev (concluída em 1966), Kaniv (1973), Kremenchuk (1961), Dniprodzerzhinsk (1965) e Kakhovka (1958).

## Papel na guerra de 2022

A Rússia tomou parte do leste da Ucrânia em 2022

Segundo a CNN em novembro de 2023, o rio Dnipro "serve como uma barreira defensiva natural contra as tropas russas - razão pela qual se tornou, em parte, um alvo importante para Kiev". Alguns analistas até acreditam que se a Rússia chegar até o rio, a Ucrânia terá perdido a guerra.
A atual guerra segue em curso desde 2022 [agosto de 2025].